# Loimia minuta
Loimia minuta är en ringmaskart som beskrevs av Treadwell 1929. Loimia minuta ingår i släktet Loimia och familjen Terebellidae. Inga underarter finns listade i Catalogue of Life.